# Крюково (Кетовський район)
Крю́ково (рос. Крюково) — селище у складі Кетовського району Курганської області, Росія. Входить до складу Лісниковської сільської ради.

## Історія
30 березня 2024 року за 2 кілометри від села виявили дві авіабомби ФАБ-500.